# Oltan
Ferrero Findik (früher Oltan Group) ist ein türkisches Unternehmen der Ferrero-Gruppe und mit einem jährlichen Umsatz von über 500 Millionen US-Dollar Marktführer bei der Gewinnung, Verarbeitung und Vermarktung von Haselnüssen.

## Porträt
Zum Produktspektrum von Ferrero Findik gehören Haselnüsse in der Schale sowie Haselnusskerne unbehandelt, geröstet, gebleicht, gehackt und gemahlen oder als Paste, auch gesüßt. Ferrero Findik verfügt über insgesamt fünf Produktionsstätten, die das von externen regionalen Anbaubetrieben angelieferte Rohmaterial verarbeiten und alle mit Schalenbrechern ausgerüstet sind (Stand 2014):
- zwei im Bezirk Trabzon
- zwei in Düzce
- eine in Altınordu

Zwei Standorte (Trabzon und Düzce) sind mit Nusskern-Sortiereinrichtungen ausgestattet, ein Verarbeitungsbetrieb (in Trabzon) arbeitet vollintegriert, sämtliche Produktionsstufen umfassend.
2014 verfügte Ferrero Findik über Lagerkapazitäten von 80.000 Tonnen. Rund ein Drittel der gesamten jährlichen Haselnussproduktion der Türkei gehen an Ferrero Findik (Stand 2013). Davon exportierte das Unternehmen im Jahr 2013 etwa 68.000 Tonnen, vor allem nach Italien, England, Frankreich und Deutschland, außerdem in die USA, nach Japan, China, Australien, Südafrika und Ägypten. Kunden sind vor allem große Hersteller von schokoladeenthaltenden Süßwaren, Eiskrems und Kuchen; größter Abnehmer sind weiterverarbeitende Betriebe von Ferrero.

## Geschichte
Das Unternehmen Oltan wurde 1984 in Trabzon von Kenan, Burhan und Orhan Veli Oltan sowie Şükrü Güngör Köleoğlu gegründet. Die erste Schalenbrecherei stand im Basarviertel Çarşı im Zentrum der Hafenstadt an der Schwarzmeerküste. Die gewonnenen Haselnusskerne vermarkteten sie bereits im selben Jahr international. 1990 wurde in Esiroğlu, Kreis Maçka, ein Betrieb zur Verarbeitung von Haselnusskernen errichtet, der im Jahr darauf die Produktion aufnahm. 1994 folgte im selben Ort die zweite Brecherei. Eine dritte Brechanlage entstand 1996 in Düzce. Im Dezember dieses Jahres erhielt Oltan als erstes Unternehmen der Branche die Zertifizierung nach ISO 9002. Durch Errichten einer neuen Produktionslinie konnte 1998 die Kapazität der integrierten Produktion verdoppelt werden. Im Jahr 2000 entstand in Ordu eine weitere Brecherei. Seit 2001 ist Oltan der größte Haselnussexporteur der Türkei. 2002 bestand das Unternehmen als erster türkischer Lebensmittelhersteller die Zertifizierung nach gehobenem BRC-Standard, im November 2002 wurde es nach ISO 9001:2000 zertifiziert. Im Jahr 2004 nahm Oltan im Industriegebiet von Arsin sein erstes Kühllager für Haselnusskerne in Betrieb. Von 2006 bis 2008 errichtete man in Arsin das mit 15.000 m² weltweit größte und modernste integrierte Verarbeitungszentrum für Haselnüsse. Parallel dazu wurde 2007 die Verarbeitungsstätte in Esiroğlu umorganisiert und modernisiert, unter anderem mit einer lasergesteuerten Sortieranlage ausgestattet. 2008 wurde das bestehende Qualitätsmanagement um ein Managementsystem für Lebensmittelsicherheit nach ISO 22000 ergänzt. 2009 erteilte Oltan den Auftrag zum Bau einer Süßlinie am Standort Arsin, und eine Pralinen- und Krokant-Linie nahm die Produktion auf.  Im Oktober 2010 wurde die Zertifizierung aktualisiert auf ISO 9001:2008.
Im Sommer 2014 übernahm der italienische Süßwarenkonzern Ferrero, weltgrößter Haselnussaufkäufer, die bis dahin in Familienbesitz gewesene Oltan Group zu einem ungenannten Preis, um die Versorgung mit der in vielen seiner Produkte enthaltenen Zutat langfristig abzusichern. Ferrero ist einer der größten Abnehmer türkischer Haselnüsse, im Jahr 2013 gingen rund 70 % der Exporte von Oltan an Ferrero. Die EU-Kommission genehmigte die Übernahme im September 2014, obwohl damit der weltweit größte Haselnusslieferant entstand. Seitdem wird Oltan als Ferrero Findik geführt.